# St-Pierre (Saintes)

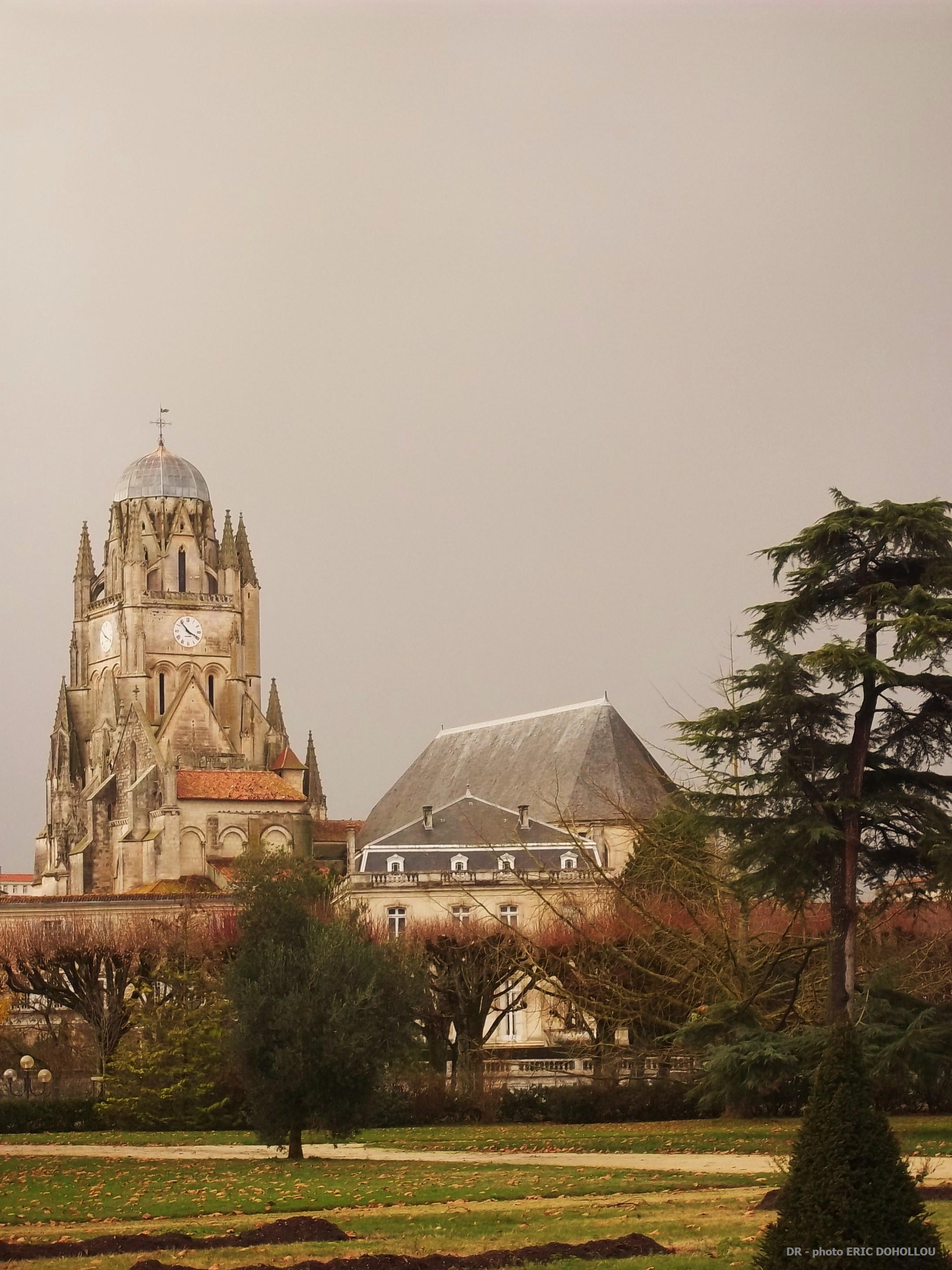
Kathedrale St-Pierre

St-Pierre (deutsch St. Peter) ist eine römisch-katholische Kirche in Saintes im französischen Département Charente-Maritime der Region Nouvelle-Aquitaine. Die Konkathedrale des Bistums La Rochelle-Saintes trägt den Titel einer Basilica minor. Nach einer ersten Kirche im 6. Jahrhundert wurde ausgehend von früheren Kathedralen die heutige gotische Kirche im 16. Jahrhundert fertiggestellt. Sie war bis 1802 Kathedrale des Bistums Saintes und wurde dann 1852 zur Konkathedrale. Die Kathedrale von Saintes ist seit 1862 als historisches Baudenkmal geschützt, der angrenzende Kreuzgang wurde 1937 unter Denkmalschutz gestellt.

## Geschichte

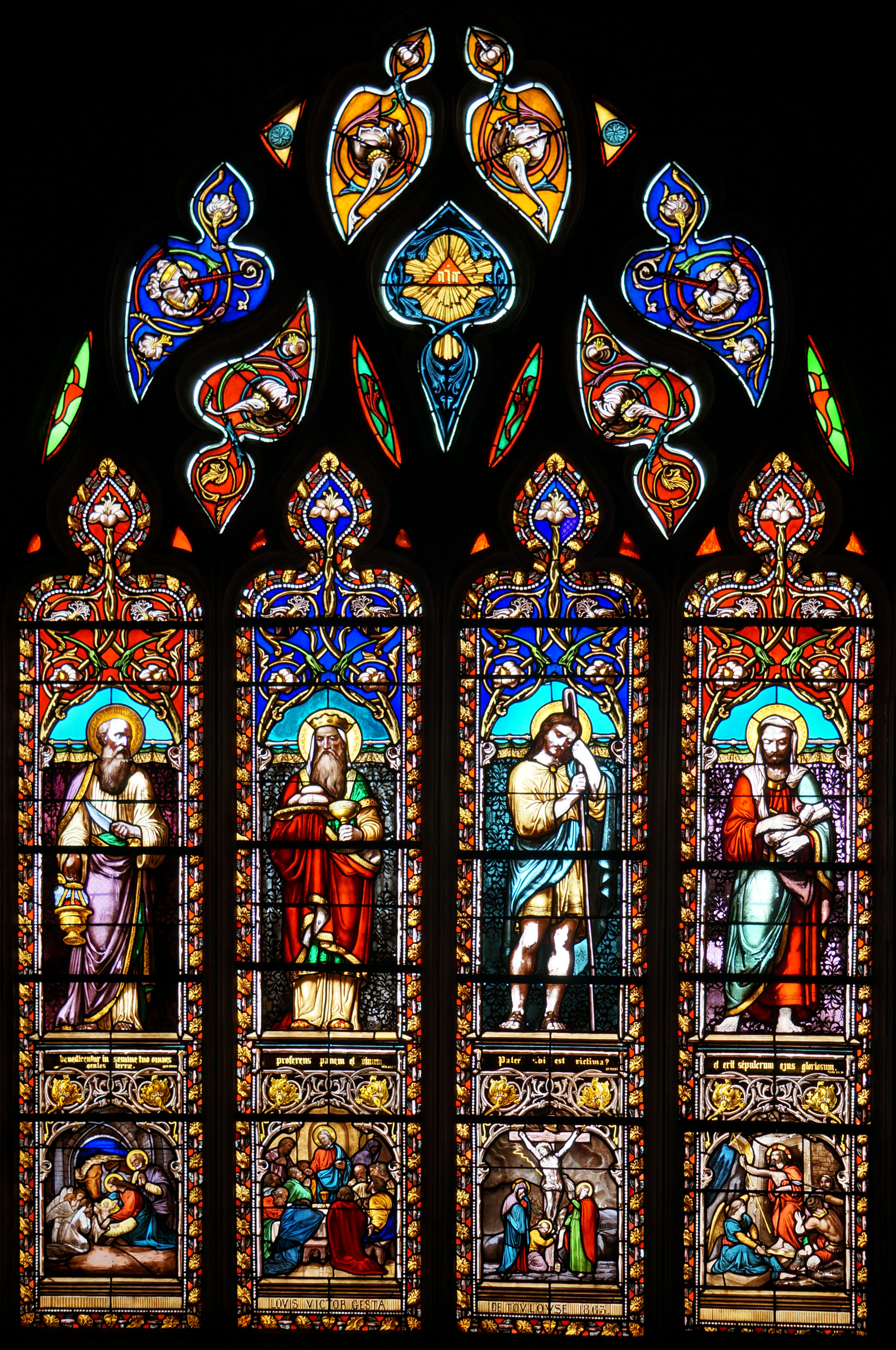
Patriarchenfenster

Die heutige Kathedrale ist Nachfolgerin eines frühchristlichen Heiligtums, das unter Bischof Palladius im 6. Jahrhundert errichtet wurde. Dieses wurde im 11. Jahrhundert durch einen Brand verwüstet. Wenige Jahre später ließ Bischof Pierre de Confolens (1112–1127) Pläne für einen romanischen Neubau entwerfen, von dem nur noch das südliche Querhaus zeugt, mit einer Kuppel auf Pendentifs und außen mit Rundbögen gesäumten Wänden. Im 13. Jahrhundert wurden der Kathedrale ein Kanonikerstift und die Wohnräume der Kanoniker hinzugefügt.
Zu Beginn des 15. Jahrhunderts befand sich die romanische Kathedrale jedoch in einem stark baufälligen Zustand. Im Jahr 1420 verursachte der teilweise Einsturz seiner Gewölbe den Tod eines Mannes, was den umfassenden Wiederaufbau des Gebäudes auslöste, der kurz darauf unter Bischof Guy II. von Rochechouart begann. Auf das romanische Bauwerk folgte ein Gebäude im flamboyant-gotischen Stil, das zum Zeitpunkt des Besuchs von König Ludwig XI. im Jahr 1472 noch im Bau war. Die neue Kathedrale wurde dann mit drei Ebenen gebaut, wobei ein Triforium die Grenze zwischen den Arkaden und den hohen Fenstern bildete. Die Spur seines hohen Mansardendaches ist heute noch an der Rückseite des Turmes sichtbar. Fast bis zum Uhrenturm reichte sein First auf eine Höhe von 39 Metern.
Mit Ausnahme des Glockenturms war das Gebäude fast fertig, als die Hugenottenkriege ausbrachen. Im Jahr 1568 plünderten hugenottische Truppen unter der Führung von François de Coligny-d’Andelot die Kathedrale, schlugen das Portal ein und brachen die Statue Karls des Großen rechts davon entzwei. Ebenso wurde ein Teil des Kapellenkranzes des Chores zerstört oder beschädigt und die Ausstattung geplündert. Danach erfolgte der Befehl, die Pfeiler des Kirchenschiffs zu untergraben, so dass es einstürzt.
Das Kirchenschiff wurde im Jahre 1585 umgebaut. Aus Mangel an Mitteln wurde das Kirchenschiff jedoch nur zu zwei Dritteln seiner ursprünglichen Höhe wiederaufgebaut, was das Vorhandensein von überzähligen Strebepfeilern erklärt. Die Kreuzgewölbe wurden nicht wiederaufgebaut, sondern durch ein gemauertes Kreuzrippengewölbe ersetzt (1926 entfernt). Nur die Seitenschiffe sind wieder mit Kreuzgewölben  versehen. Eine zweite Wiederaufbaukampagne fand unter Bischof Louis II. de Bassompierre (1648–1676) und seinem Nachfolger Guillaume V Du Plessis de Gesté (1677–1702) statt. So wurde der Chor ab 1660 umgebaut, mit einem getäfelten Gewölbe, das an einen umgestürzten Schiffsrumpf erinnert. Mit einem Putzüberzug bedeckt, wurde er bei einer Renovierung in den 1970er Jahren freigelegt.
Die Kathedrale überstand die Zeit der Französischen Revolution fast unbeschadet. Bischof Pierre-Louis de la Rochefoucauld wurde hingegen 1791 nach Verweigerung des Verfassungseides verhaftet. Eingesperrt im Karmelitergefängnis mit mehr als hundert anderen Geistlichen wurde er eines der Opfer der Septembermassaker am 2. September 1792.
Im Jahr 1802 wurde die Diözese Saintes aufgelöst und der von La Rochelle angegliedert. Unter Papst Pius IX.  wurde diese Diözese im Jahr 1852 in Bistum La Rochelle-Saintes umbenannt, St-Pierre wurde wieder zur Konkathedrale erhoben. Im Jahr 1871 erhielt sie auch den Titel einer Basilica minor.
Am 2. August 1965 wurde die Kuppel bei Renovierungsarbeiten durch einen Brand beschädigt.

## Architektur

### Glockenturm

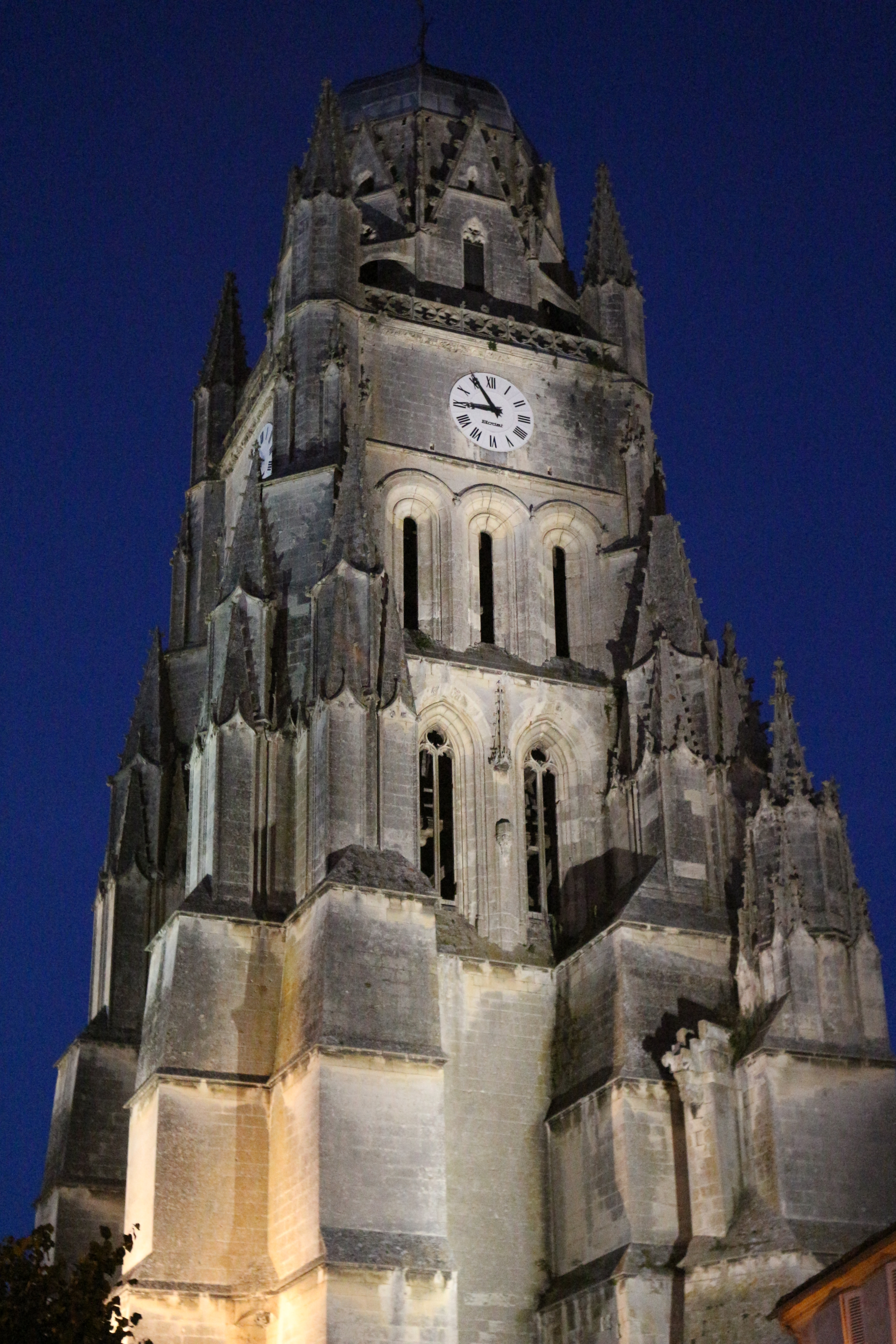
St-Pierre bei Nacht

Eines der bemerkenswertesten Merkmale der Kathedrale Saint-Pierre ist ihr Glockenturm, der das Stadtbild der ehemaligen Hauptstadt von Saintonge dominiert. Er überragt die Dächer der Stadt mit fast 58 Meter Höhe und sollte ursprünglich eine steinerne Spitze tragen, die ihn auf eine Höhe von 96 Metern gebracht hätte. Nach den Religionskriegen unvollendet geblieben, wird sie von einer Kupferkuppel überdeckt, die ihr eine untypische Silhouette verleiht. Eine Wendeltreppe aus dem 15. Jahrhundert führt zur Plattform.
Das Geläut umfasst vier Glocken aus dem 19. Jahrhundert, drei schwingende mit den Namen Pierre (Do 3), Marie (Ré 3) und Louis (Mi 3) und eine fixierte, die zum Schlagen der Uhrzeit genutzt wird.

### Portal
Das Westportal besteht aus einem Spitzbogen mit vier Bögen, auf denen Engel, Apostel und alttestamentarische Figuren dargestellt sind. Diese Skulpturen sind unterteilt in vier Engel auf jeder Seite, dann fünf Persönlichkeiten (Bischöfe, Baumeister...), dann sechs Persönlichkeiten (Ritter, Bischöfe...) und schließlich sieben Apostel.

### Kirchenschiff

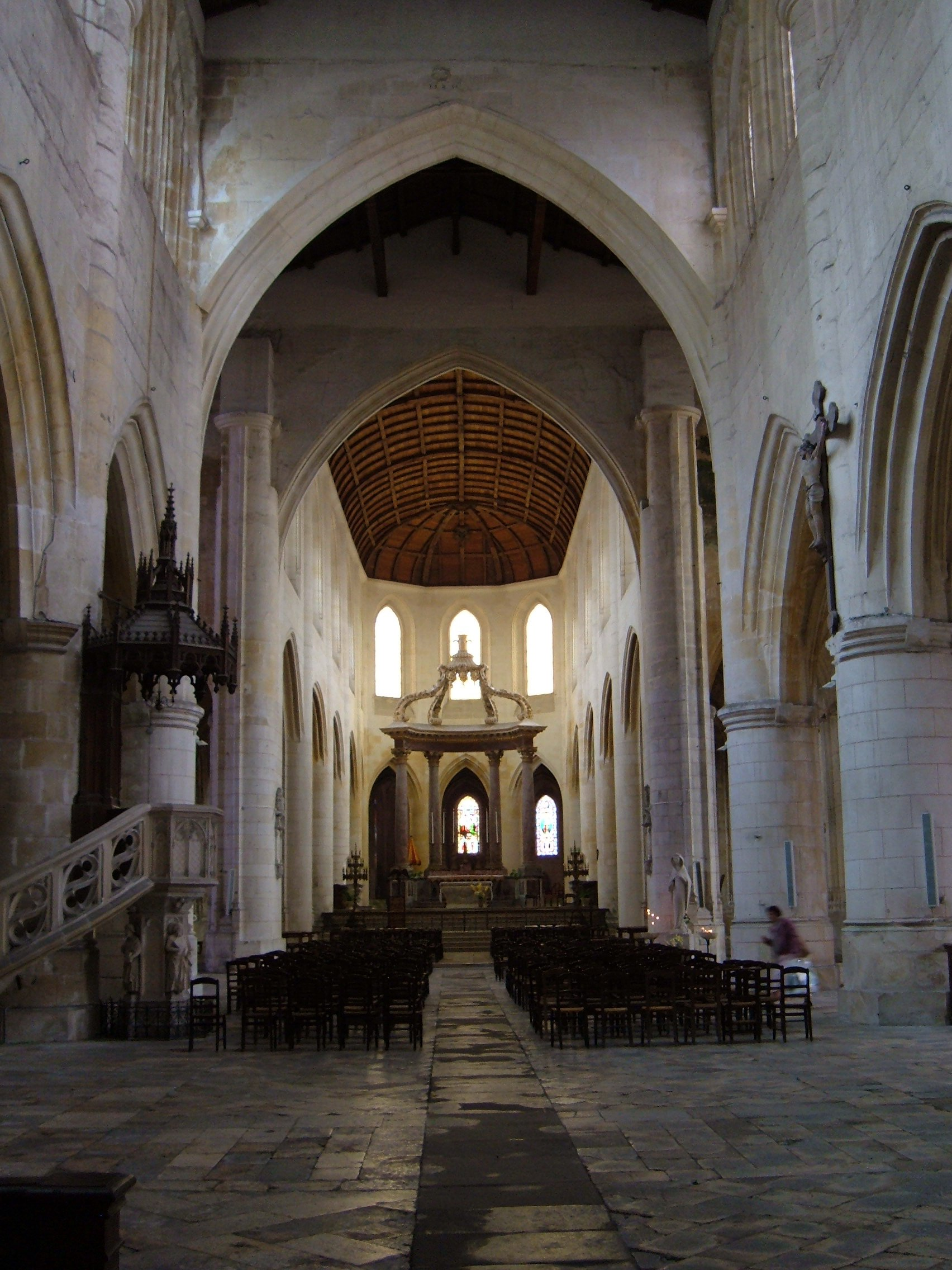
Innenraum

Das vierjochige Kirchenschiff wurde während der Religionskriege stark beschädigt. In der zweiten Hälfte des 16. Jahrhunderts auf zwei Drittel ihrer ursprünglichen Höhe umgebaut, verlor es sein Triforium und die Kreuzgewölbe. Sichtbar geblieben ist ein Dachaufbau, der den gesamten Komplex seit 1926 überdeckt. Das Hauptschiff ist von Seitenschiffen gesäumt, die ihrerseits von Seitenkapellen flankiert werden, die mit einem Segmentgewölbe bedeckt sind. Große Fenster mit flamboyanten Ausmalungen erinnern an das Gebäude aus dem 15. Jahrhundert.

### Querschiff
Beide Arme des Querschiffs sind mit Kuppeln auf Pendentifs überdacht. Während das nördliche Querschiff weitgehend im 14. und dann im 16. Jahrhundert umgebaut wurde, stammt das südliche Querschiff überwiegend aus  dem 12. Jahrhundert. Sie ist das einzige Überbleibsel der romanischen Kathedrale. In der Südwand ist ein Wandgrab aus dem 13. Jahrhundert eingerichtet.
Während die Apsis des südlichen Querhauses mit einem Altarbild aus dem 18. Jahrhundert erhalten ist, wurde die des nördlichen Querhauses bei der Plünderung der Kathedrale durch die reformierten Heere niedergerissen.

## Ausstattung

### Orgel

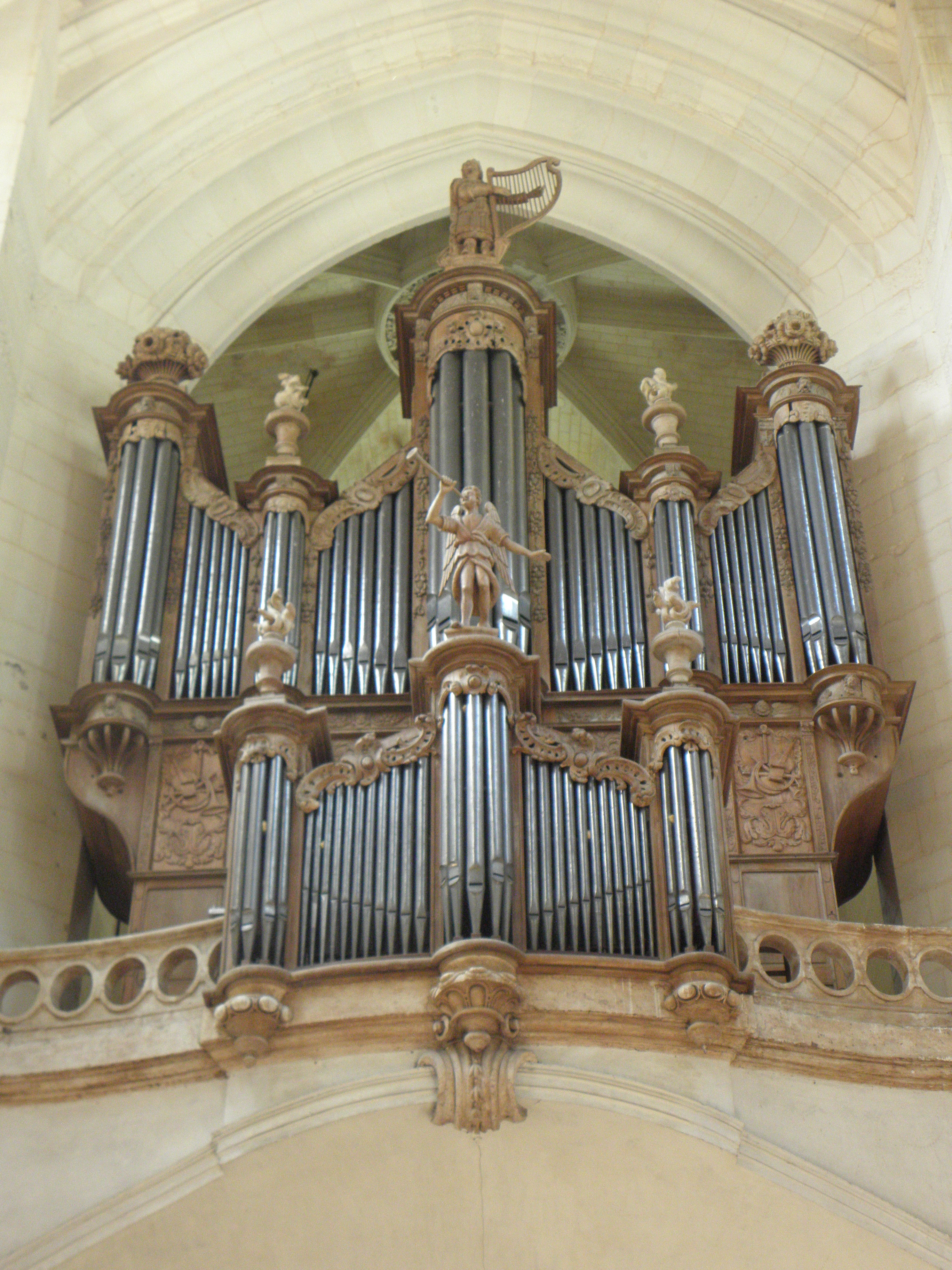
Orgelprospekt mit Rückpositiv

Die große Orgel wurde 1626 auf der Empore installiert. Das Werk des Organisten Jehan Ourry wurde im 18. Jahrhundert umgebaut. Das Orgelgehäuse ist 3,34 Meter hoch, 6,24 Meter breit und 1,57 Meter tief. Es zeichnet sich durch eine Steindekoration mit einer Statue des Harfe spielenden Königs David aus. Das Orgelgehäuse steht seit 1943 und die Orgel selbst seit 1973 unter Denkmalschutz.
| I Positif de dos C–f3 |               |        |
| 01.                   | Montre        | 8′     |
| 02.                   | Bourdon       | 8′     |
| 03.                   | Prestant      | 4′     |
| 04.                   | Flûte         | 4′     |
| 05.                   | Doublette     | 2′     |
| 06.                   | Nazard        | 2 ⁄3′  |
| 07.                   | Tierce        | 1 3⁄5′ |
| 08.                   | Larigot       | 1 ⁄3′  |
| 09.                   | Fourniture II |        |
| 10.                   | Cymbale IV    |        |
| 11.                   | Cromorne      | 8′     |
| 12.                   | Voix humaie   | 8′     |
| 13.                   | Clairon       | 4′     |
|                       | Tremblant     |        |

| II Grand-orgue C–f3 |                       |         |
| 14.                 | Montre                | 16′     |
| 15.                 | Montre                | 08′     |
| 16.                 | Bourdon               | 08′     |
| 17.                 | Prestant              | 04′     |
| 18.                 | Flûte                 | 04′     |
| 19.                 | Grande Tierce         | 03 1⁄5′ |
| 20.                 | Nazard                | 02 ⁄3′  |
| 21.                 | Doublette             | 02′     |
| 22.                 | Tierce                | 01 3⁄5′ |
| 23.                 | Cornet V              |         |
| 24.                 | Grande Fourniture III |         |
| 25.                 | Petit Fourniture IV   |         |
| 26.                 | 1re Trompette         | 08′     |
| 27.                 | 2e Trompette          | 08′     |
| 28.                 | Clairon               | 04′     |

| III Récit |             |    |
| 29.       | Cornet V    |    |
| 30.       | Trompette 0 | 8′ |

| Pédale C-f1 |           |     |
| 31.         | Soubasse  | 16′ |
| 32.         | Flûte     | 08′ |
| 33.         | Flûte     | 04′ |
| 34.         | Bombarde  | 16′ |
| 35.         | Trompette | 08′ |
| 36.         | Clairon   | 04′ |

### Schatzkammer und Chor
Das südliche Querhaus bietet Zugang zum Kreuzgang, einem der wenigen in Frankreich erhaltenen seiner Art. Heute sind nur noch die südliche und westliche Galerie erhalten, die einige Grabsteine von Kanonikern beherbergen.
Ein Nebengebäude bietet außerdem Zugang zur Schatzkammer der Kathedrale, einer der bedeutendsten in der Region Poitou-Charentes. Zu den ausgestellten Stücken gehören ein getriebener Silberkelch aus dem 18. Jahrhundert, der von dem Goldschmied François-Daniel Imlin angefertigt wurde, ein Gemälde aus dem 18. Jahrhundert, das die Bekehrung der hl. Eustelle darstellt, ein silbernes Kruzifix mit Rocaille-Dekor aus dem Jahr 1776 und Porzellankreuze aus dem 18. Jahrhundert.
Der Chor der Kathedrale ist mit einem getäfelten Gewölbe in Form eines umgedrehten Schiffsrumpfes bedeckt. Von den ursprünglich fünfzehn strahlenförmig angeordneten Kapellen sind nur noch vier erhalten, die anderen wurden von den Hugenotten abgerissen. Von den übrigen Kapellen enthält die Scheitelkapelle – bekannt als Psalettenkapelle – spätgotische Elemente und Motive der Vorrenaissance. Sie wurde zwischen 1515 und 1520 erbaut und beherbergt die Gräber von zwei Dekanen des Domkapitels.
Das zentrale Element des Chors ist das Ziborium, das im 19. Jahrhundert aus Materialien hergestellt wurde, die aus der Ausstattung der Abtei der Damen stammen. Es besteht aus vier Säulen aus rotem Marmor, die ein halbkreisförmiges Gebälk tragen. Sie wurden der Kathedrale von Napoleon Bonaparte, dem damaligen ersten Konsul, geschenkt und erst 1822 aufgrund der prekären Finanzen der Kirche zu einem Hochaltar mit Baldachin zusammengefügt. Das von dem Marmorsteinmetz Penaud, dem Steinmetz Morisson, dem Kunsttischler Fragnaud und dem Maler und Vergolder Riche ausgeführte Werk wurde 1826 fertiggestellt.